# Barringtonia lanceolata
Barringtonia lanceolata är en tvåhjärtbladig växtart som beskrevs av Payens. Barringtonia lanceolata ingår i släktet Barringtonia och familjen Lecythidaceae. Inga underarter finns listade i Catalogue of Life.